# Photios-Schisma

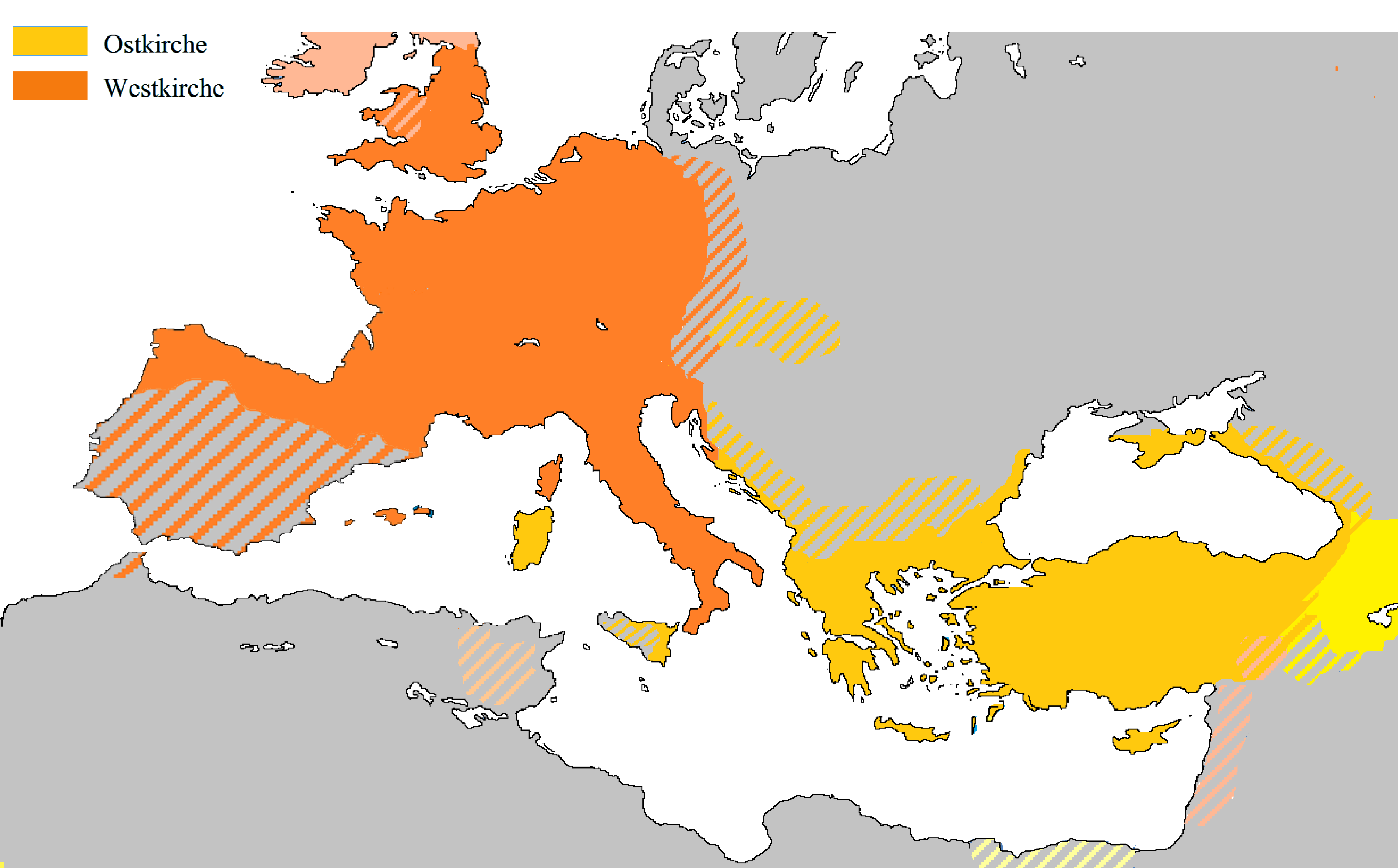
Die Christenheit zur Zeit des Schismas

Das Photios-Schisma war ein Schisma zwischen der Ost- und der Westkirche, das von 863 bis 867 andauerte. Das Streitthema des Schismas drehte sich im Wesentlichen um das Recht des byzantinischen Kaisers, einen Patriarchen ohne Zustimmung des Papsttums abzusetzen und zu ernennen. 
Zum Schisma kam es, als 857 Ignatius aus politischen Gründen als Patriarch von Konstantinopel unter dem byzantinischen Kaiser Michael III. abgesetzt oder zum Rücktritt gezwungen wurde. Er wurde im folgenden Jahr von Photios ersetzt. Papst Nikolaus I. wandte sich trotz früherer Meinungsverschiedenheiten mit Ignatios gegen dessen nach seiner Ansicht unangemessene Absetzung und die Erhebung von Photios, einem Laien, an seiner Stelle. Nachdem seine Legaten 861 entgegen ihrer Anweisungen Photios’ Erhebung anerkannten, hob Nikolaus 863 ihre Entscheidung auf, indem er Photios verurteilte.
Die Situation blieb bis 867 bestehen, als Photios einen Rat einberief, in dem Nicholas und die gesamte westliche Kirche exkommuniziert wurden. Als Grund dafür wurden die „häretische Lehren der Lateiner“ angegeben. 
Noch im selben Jahr kam es zu einer Palastintrige, bei der Michael III. von seinem Günstling Basileios gestürzt wurde. Dieser setzte Ignatios als Patriarchen wieder ein. Nachdem Ignatios 877 gestorben war, wurde Photios wieder in sein altes Amt berufen. Eine Vereinbarung zwischen ihm und Papst Johannes VIII. verhinderte ein zweites Schisma. Photios wurde 886 erneut abgesetzt und verbrachte seine letzten Jahre im Ruhestand damit, den Westen wegen seiner angeblichen Häresie zu verurteilen.
Nach der Aufhebung des Schismas gerieten die freilich immer noch vorhandenen und im Grunde ungeklärten Streitpunkte wieder in den Hintergrund, ehe sie aus politischen Gründen im 11. Jahrhundert wieder in den Vordergrund gezerrt wurden.